# Aspalathus fusca
Aspalathus fusca är en ärtväxtart som beskrevs av Carl Peter Thunberg. Aspalathus fusca ingår i släktet Aspalathus och familjen ärtväxter. Inga underarter finns listade i Catalogue of Life.